# Zdzisław Wewer
Zdzisław Wewer (ur. 8 maja 1937 we wsi Głyboszczyna, obecnie obwód witebski Białorusi) – polski funkcjonariusz służb specjalnych, generał brygady.
W Milicji Obywatelskiej i organach bezpieczeństwa PRL od 6 lutego 1958. Pełnił różne funkcje w MO w województwie olsztyńskim: od 1962 r. – naczelnik powiatowego inspektoratu kontroli ruchu drogowego w Morągu, od 1963 r. - zastępca komendanta powiatowego KP MO w Iławie, od 8 października 1965 r. – komendant powiatowy KP MO w Bartoszycach, od 1 czerwca 1975 r. – komendant miejski Km MO w Olsztynie. 
Następnie zajmował stanowiska:
- Zastępca Komendanta Wojewódzkiego KW MO w Krośnie ds. służby milicji (1978 – 1981);
- Komendant Wojewódzki KW MO – Naczelnik Wojewódzkiego Wydziału Spraw Wewnętrznych w Piotrkowie Trybunalskim (1 kwietnia 1981 – 15 lutego 1988);
- p.o. zastępcy szefa Służby Bezpieczeństwa Ministerstwa Spraw Wewnętrznych PRL (16 lutego – 1 czerwca 1988);
- Naczelnik Wojewódzkiego Urzędu Spraw Wewnętrznych w Katowicach (27 maja 1983 – 31 maja 1988);

Ostatni stopień: generał brygady Milicji Obywatelskiej.
Zobacz również: Bez względu na barwy